# Aaron Baddeley
Aaron John Baddeley (nascido em 17 de março de 1981) é um jogador americano-australiano de golfe profissional, que disputa o PGA Tour e o PGA Tour da Australásia. Profissionalizou-se no ano de 2000 e já venceu quatro torneios do PGA Tour e dois do circuito europeu.

## Vitórias amadoras
Esta lista pode estar incompleta
- 1998 – Victorian Junior Masters
- 1999 – Riversdale Cup

## Vitórias profissionais (8)

### Títulos do PGA Tour (4)
| N.º | Data                    | Torneio               | Placar          | Par | Margem    | Vice-campeão |
| --- | ----------------------- | --------------------- | --------------- | --- | --------- | ------------ |
| 1   | 16 de abril de 2006     | Verizon Heritage      | 66-67-66-70=269 | −15 | 1 tacada  | Jim Furyk    |
| 2   | 4 de fevereiro de 2007  | FBR Open              | 65-70-64-64=263 | −21 | 1 tacada  | John Rollins |
| 3   | 20 de fevereiro de 2011 | Northern Trust Open   | 67-69-67-69=272 | −12 | 2 tacadas | Vijay Singh  |
| 4   | 17 de julho de 2016     | Barbasol Championship | 70-66-64-66=266 | −18 | Playoff   | Kim Si-woo   |

### Títulos do European Tour (2)
| N.º | Data                                    | Torneio                          | Placar                | Margem  | Vice-campeão  |
| --- | --------------------------------------- | -------------------------------- | --------------------- | ------- | ------------- |
| 1   | 11 de fevereiro de 2001                 | Greg Norman Holden International | –21 (67-68-68-68=271) | Playoff | Sergio García |
| 2   | 25 de novembro de 2007 (Temporada 2008) | MasterCard Masters               | –13 (70-66-69-70=275) | Playoff | Daniel Chopra |